# Nibiru: Messenger of the Gods
Nibiru: Messenger of the Gods (с англ. — «Нибиру: Посланник богов») — компьютерная игра жанра квест, созданная чешской студией «Future Games», и выпущенная компанией «The Adventure Company» в 2005 году. В США игра вышла под названием Nibiru: Age of Secrets.

## Сюжет
Во время строительства новой скоростной магистрали в Западной Богемии (Чехия) рабочие натыкаются на старый и заброшенный туннель, оказавшийся специально замаскированной секретной базой нацистской Германии, не обнаруженной со времен Второй мировой войны. Французский историк, профессор Франсуа Уайльд, посылает своего племянника, Мартина Олана (от лица которого, собственно, игрок и выступает), в Прагу: встретиться с коллегой Уайльда (чтобы получить доступ к раскопкам) и осмотреть туннель. Когда на встречу никто не приходит, Мартин едет к ней домой и обнаруживает, что женщина убита, а в квартире у неё был обыск.
С этого и начинаются приключения Мартина, в результате которых он должен выяснить, что за секреты сокрыты в бункере, не попасться в руки нацистских преступников, обеспокоенных шумихой вокруг находки, и разгадать загадку Нибиру — загадочной двенадцатой планеты Солнечной системы.

## Игровой процесс
Нибиру — это классический квест от третьего лица. В игре представлены 80 локаций, представляющих собой различные части света (от Чехии и Франции до Мексики), 35 персонажей.
В игре использован движок AGDS (англ. Advanced Graphic Development System), что позволило повысить графические эффекты и отображать картинку в разрешении 1024×768 (в первом проекте Future Games — «The Black Mirror» — максимально возможным было разрешение 800×600).

## Оценки и награды
| Сводный рейтинг       | Сводный рейтинг |
| Агрегатор             | Оценка          |
| --------------------- | --------------- |
| GameRankings          | 64,07 %         |
| Metacritic            | 66/100          |
| Иноязычные издания    |                 |
| Издание               | Оценка          |
| GameSpot              | 7,5/10          |
| IGN                   | 6,8/10          |
| Русскоязычные издания |                 |
| Издание               | Оценка          |
| Absolute Games        | 86 %            |
| «Игромания»           | 8/10            |

Игра получила смешанные отклики от критиков. Например, на основе 13 отзывов игра получила 65,93 % от Game Rankings и 66 баллов от Metacritic (на основе 12 отзывов).
В журнале «ЛКИ (Лучшие компьютерные игры)» Нибиру получила медаль, как хорошая игра с существенными недостатками.

## Интересные факты
- Для немецкой версии игры разработчикам пришлось полностью убрать признаки нацистской свастики и символики из обследуемого Мартином бункера Третьего рейха. Это было вызвано тем, что в Германии запрещено выпускать развлекательные мультимедийные продукты, содержащие хоть какую-то отсылку к нацистскому прошлому страны. Если бы разработчики не убрали свастику из игры, весь тираж «Нибиру» был бы конфискован, а сама компания получила бы штраф до двухсот тысяч евро[9].
- Теория о двенадцатой планете Солнечной системы была опубликована в 1976 году Захарией Ситчиным. По сюжету игры, учёные Третьего рейха задолго до него пришли к аналогичным выводам и практически доказали внеземное происхождение человека. Только если у Ситчина теория Нибиру возникает из шумерских верований, то в игре целью и ключом к разгадке является древний храм майя в Мексике.

## Издание
Локализатором «Нибиру» в России является компания «Новый Диск». Помимо версии, выпущенной в 2005 году, компания выпустила «Нибиру: Посланник богов. Золотое издание» с дополнительными материалами, бонусами и переработанным озвучиванием.